# کلرواستالدهید
کلرواستالدهید (به انگلیسی: Chloroacetaldehyde) با فرمول شیمیایی C۲H۳ClO یک ترکیب شیمیایی است؛ که جرم مولی آن ۷۸٫۵۰ g/mol می‌باشد. شکل ظاهری این ترکیب، گاز بی‌رنگ است.